# Obrankovec
Obrankovec is een plaats in de gemeente Sveti Đurđ in de Kroatische provincie Varaždin. De plaats telt 132 inwoners (2001).